# غريغ ستيوارت (لاعب هوكي جليد)
غريغ ستيوارت هو لاعب هوكي جليد كندي، ولد في 21 مايو 1986 في كيتشنر في كندا.

## وصلات خارجية
- غريغ ستيوارت على موقع دوري الهوكي الوطني (الإنجليزية)
- غريغ ستيوارت على موقع EliteProspects.com (الإنجليزية)
- غريغ ستيوارت على موقع HockeyDB.com (الإنجليزية)
- غريغ ستيوارت على موقع Hockey-Reference.com (الإنجليزية)